# Cussac-Fort-Médoc
Cussac-Fort-Médoc is een gemeente in het Franse departement Gironde (regio Nouvelle-Aquitaine). De plaats maakt deel uit van het arrondissement Lesparre-Médoc. Cussac-Fort-Médoc telde op 1 januari 2022 2.326 inwoners.
De vestingwerken (fort of citadel Médoc) zijn samen met de Citadel van Blaye onderdeel van de werelderfgoedinschrijving Vestingwerken van Vauban. De citadel ligt aan de Gironde tegenover de citadel van Blaye. Samen moesten zij de haven van Bordeaux beschermen tegen vijandelijke schepen.

## Geografie
De oppervlakte van Cussac-Fort-Médoc bedroeg op 1 januari 2022 18,01 vierkante kilometer; de bevolkingsdichtheid was toen 129,2 inwoners per km².

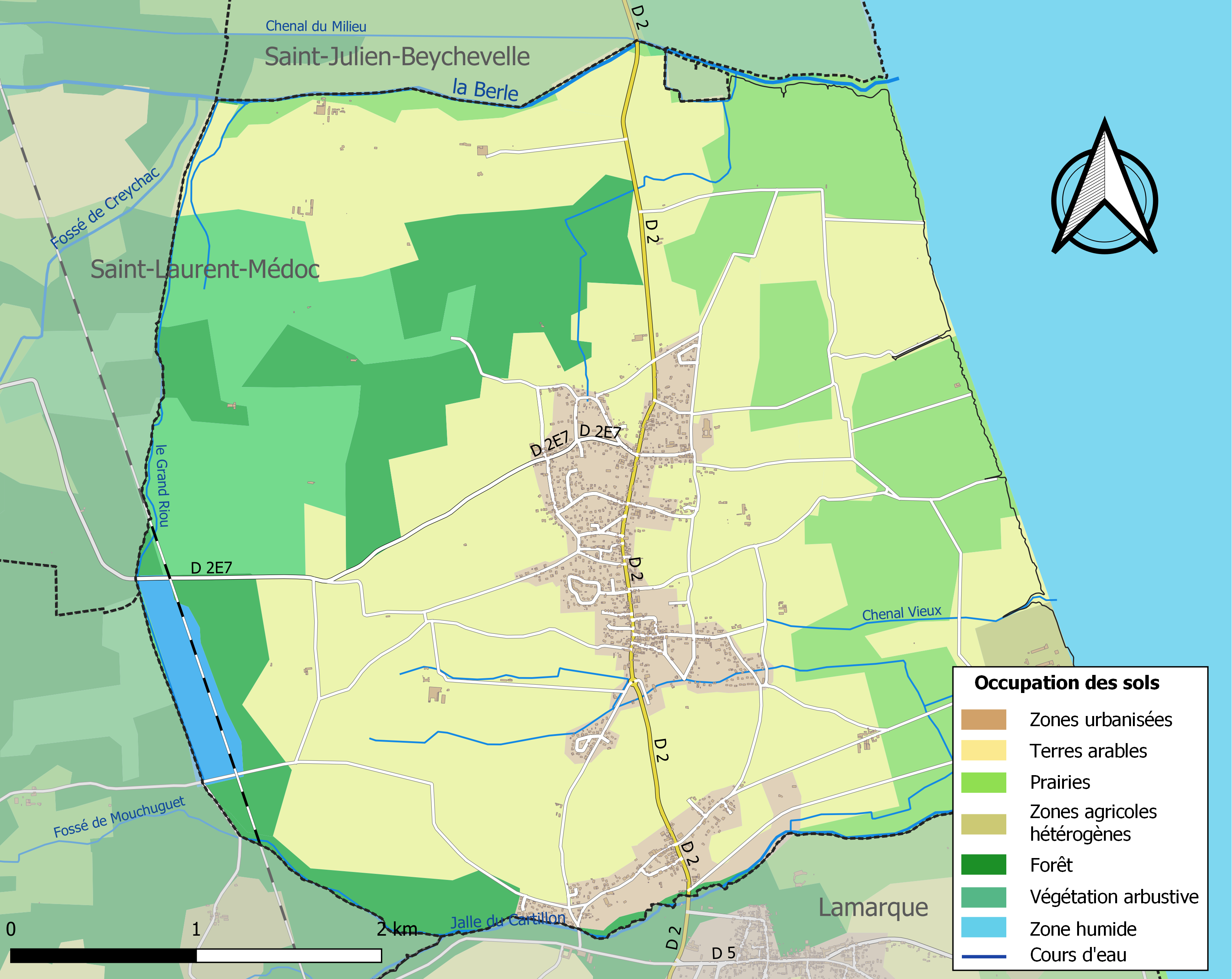
Kaart van de gemeente met belangrijkste infrastructuur, bodemgebruik en omliggende gemeenten

## Demografie
Onderstaande figuur toont het verloop van het inwonertal (bron: INSEE-tellingen).